# Pavao III.
Pavao III. bio je papa, nasljednik Klementa VII., od 13. listopada 1534. do 10. studenog 1549.
Sazvao je Tridentski koncil kojeg je predvodio 18. godina i prihvatio Družbu Isusovu koju je osnovao Ignacije Loyola. Predvodio je radove u bazilici sv. Petra i postavio je Michelangela Buonarrotija da predvodi radove.
Izopćio je 1538. engleskoga kralja Henrika VIII. zbog rastave od Katarine Aragonske, što je bio povod osnivanja Anglikanske crkve. Zaštitnik je mnogih umjetnika, npr. Michelangelo u njegovo vrijeme završava Posljednji sud u Sikstinskoj kapeli.